# Unibol Pernambuco Futebol Clube
L'Unibol Pernambuco Futebol Clube, noto anche semplicemente come Unibol, è una società calcistica brasiliana con sede nella città di Paulista, nello stato del Pernambuco.

## Storia
Il club è stato fondato il 12 settembre 1996. Ha vinto il Campeonato Pernambucano Série A2 nel 1998, dopo aver terminato davanti al Surubim. L'Unibol ha partecipato al Campeonato Brasileiro Série C nel 1999.

## Palmarès

### Competizioni statali
- Campeonato Pernambucano Série A2: 1

1998